# Kracht van Omhoog
Kracht van Omhoog was de naam van een stroming binnen de Nederlandse pinksterbeweging in de tweede helft van de twintigste eeuw.
De naam Kracht van Omhoog is ontleend aan Lukas 24:49 uit de Statenvertaling, destijds (1937) de belangrijkste Nederlandse Bijbelvertaling. In de NBV is dit vertaald als kracht uit de hemel, in de Herziene Statenvertaling als kracht uit de hoogte en in de NBG 1951 als kracht uit den hoge.

## Ontstaan
Kracht van Omhoog dankt haar landelijke bekendheid aan het gelijknamig blad. Het blad werd in dat jaar door Pieter Klaver opgericht. Het verscheen als plaatselijk blad van de pinkstergemeente te Amsterdam. In 1941 kwamen de gebroeders Henk en Jo van den Brink in de redactie. De opzet was om er een landelijk blad van te maken, hetgeen in de oorlog niet gemakkelijk was. De eerste oplage bedroeg 250 exemplaren. Na de oorlog groeide het blad uit tot het belangrijkste nationale Pinksterblad. In 1958 staakte Henk van den Brink zijn redactiewerkzaamheden en werd zijn broer Jo eindredacteur. Rond 1960 was de oplage gestegen tot 12.000 à 13.000 exemplaren, in 1967 tot 17.000. Het blad werd binnen en buiten pinksterkringen gelezen. Geregeld werden er artikelen geplaatst van mensen als Corrie ten Boom, Anne van der Bijl en Sidney Wilson. Kracht van Omhoog begon tevens boeken uit te geven. In 1959 werden er 30.000 boeken verkocht. Een bestseller was het boekje van Jan van Gijs Op zoek naar waarachtig geluk.

## Beukenstein-jaren
De Nederlandse pinksterbeweging kreeg in 1958 een stevige stimulans door het bezoek van Thomas Lee Osborn. In de nasleep hiervan hield Jo van den Brink vanaf 1960 in het gebouw Beukenstein te Driebergen zogeheten Holy Ghost Meetings. Ook volgden jeugdweekenden, weekenden voor voorgangers en voor buitenlandse gasten. Veel mensen van Kracht van Omhoog waren hier actief bij betrokken. In 1968 kwam er een einde aan de conferenties op Beukenstein, omdat het gebouw onder de hamer ging.

## Opvattingen

### Demonen
Vanaf het begin nam in de bijeenkomsten het uitwerpen van demonen een voorname plaats in. Men ontdekte dat vele gelovigen aan een of meerdere vormen van occultisme hadden gedaan en daardoor 'occult gebonden' waren. Ook het blad Kracht van Omhoog begon dezelfde boodschap uit te dragen. Niet iedereen was het met de inhoud eens. Het uitdrijven van demonen ondervond veel kritiek. In de kringen van de Broederschap van Pinkstergemeenten, maar ook bij andere pinkstergroepen, rezen hier grote bezwaren tegen. In 1966 stapte Van den Brink daarom uit de Broederschap van Pinkstergemeenten.
Van den Brink werkte zijn leer verder uit. De nieuwe kijk op het strijden tegen de boze geesten in de hemelse gewesten werd voortaan getypeerd als de hoge weg of De leer van het Koninkrijk der Hemelen. Hij maakte gebruik van drie theologische sleutels: God is goed, de duivel is slecht en Christus is Heer. Dit leidde echter tot de gedachte ‘God is enkel goed, dus iets wat slecht is kan niet van God zijn. Dit bracht Van den Brink onder andere tot de uitleg dat Abraham de opdracht om Isaak te offeren (Genesis 22) niet van God ontving, maar van de duivel. Dit leverde hem veel kritiek op.

### Schriftopvatting
De pinksterbeweging is geneigd de Bijbel letterlijk te nemen waar dat kan. De "God-is-enkel-goed"-theorie en de wijze waarop die werd uitgewerkt was in strijd met een letterlijke interpretatie van met name het Oude Testament. Zijn opvatting dat er voortschrijdend inzicht was in die zin, dat wij veel dingen beter zien dan de profeten zelf, werd afgewezen.

### Afwijzing erfzonde
Van de Brink ontkende de erfzonde. Niet onze menselijke natuur was volgens hem zondig, maar mensen zondigden doordat ze toegaven aan de demonen. Het was dus zaak om deze te weerstaan en uit te drijven. Lichamelijke klachten, psychische klachten, morele aanvechtingen, waren alle gebieden waar de strijd in de hemelse gewesten zich uitte; belangrijk was het de Hoge weg te bewandelen.

### Geestelijk Israël
Van den Brink ontwikkelde een eigen leer ten aanzien van het „geestelijk Israël” In 1966 verschenen zijn eerste artikelen hierover. Hierin verwierp hij de in Pinksterkringen gangbare visie, dat er een herstel zal zijn van het natuurlijk Israël. De „geestelijk Israël”-theologie kan beschouwd worden als een evangelische variant van de vervangingstheologie, doordat zij stelt dat de wedergeborenen een geestelijk Israël vormen en de Bijbelse profetieën hen betreffen. In 1981 kwam Van den Brinks Israëlvisie negatief in het nieuws toen STIBA (Stichting Ter Bestrijding van Antisemitisme) hem beschuldigde van antisemitisme. Een door de stichting aangespannen procedure over deze zaak verloor deze overigens, omdat de rechter oordeelde dat het om een theologisch geschilpunt ging.

## Volle Evangelie Gemeenten
Het gedachtegoed van Van den Brink leidde tot een breuk in de pinksterbeweging in Nederland, mede door de hardheid waarmee hij zijn standpunten formuleerde. Zo noemde hij degenen die zijn visie op de "hoge weg" afwezen "onnutte pinksterslaven".. Ook binnen Kracht van Omhoog kon niet iedereen zich vinden in de koers van Van den Brink. Sommigen haakten dan ook af.
Kracht van Omhoog was weliswaar geen officiële kerkorganisatie, maar er was wel een groot aantal gemeenten op dezelfde leer georiënteerd. Enkele bestaande pinkstergemeenten werden beïnvloed door de leer van Kracht van Omhoog. De meeste betrokken gemeenten zijn echter als gevolg van Beukenstein geboren. Door het starten van samenkomsten zijn overal in het land nieuwe gemeenten ontstaan; meestal onder de naam Volle Evangelie Gemeente in plaats van Pinkstergemeente.
De "Gorinchemgroep" bestond uit ongeveer 30 gemeenten. De "Utrechtgroep" bestond uit ongeveer 20 gemeenten, deze groep had meer contact met Gemeenten buiten de kring van "Kracht van Omhoog" en is in 1987 opgegaan in de "Volle Evangeliegemeenten in Nederland".
In 1981 besloot Van den Brink het rustiger aan te doen. Hij werd opgevolgd door zijn schoonzoon Peter Bronsveld. Onder zijn leiding kwam de beweging uit haar isolement en na de dood van Van der Brink in 1989 ontstond er in 1991 een breuk binnen Kracht van Omhoog. De meeste Kracht van Omhoog-gemeenten zijn opgegaan in de bredere pinksterbeweging, maar andere, meer radicale gemeenten kozen voor een eigen weg. Na het overlijden van Peter Bronsveld in 1995 is ook het blad Kracht van Omhoog opgehouden te bestaan. In 2001 werden er contactdagen gehouden. Er deden nog 19 Nederlandse gemeenten met 1440 leden mee. Tegenwoordig is van de beweging zelf weinig meer over. Wel zijn bepaalde invloeden nog te herkennen, onder andere in sommige gemeenten van de vroegere Beréa Beweging. Enkele activiteiten van Kracht van Omhoog worden voortgezet door de stichting Uitgeverij Rhemaprint te Gorinchem.